# Tetracera potatoria
Tetracera potatoria är en tvåhjärtbladig växtart som beskrevs av Adam Afzelius och George Don jr. Tetracera potatoria ingår i släktet Tetracera och familjen Dilleniaceae. Inga underarter finns listade i Catalogue of Life.